# Pasquale Rizzoli
Pasquale Rizzoli (Bologna, 9 aprile 1871 – Bologna, 1953) è stato uno scultore italiano.

## Biografia
Nato e cresciuto artisticamente a Bologna, studiò all'Accademia di belle arti di Bologna e divenne allievo dello scultore livornese Salvino Salvini. Partecipò a esposizioni internazionali, come quella che si tenne nel 1888 a Bologna e quella di Milano del 1906.
Rizzoli fu uno degli scultori più attivi a Bologna nella prima metà del secolo: vincitore di quattro edizioni del Premio Baruzzi (1889, 1890, 1892, 1896), è autore dei rilievi all'ingresso dell'Ospedale Bellaria e di numerose tombe monumentali alla Certosa di Bologna.
Il gruppo bronzeo in stile liberty dell'Anima e Angelo che salgono in cielo, nella Cella Magnani del cimitero monumentale bolognese, è considerato il suo capolavoro.
Il 20 settembre 1903 fu inaugurato al Parco della Montagnola di Bologna uno dei suoi lavori più celebri, il Monumento ai caduti del VIII Agosto 1848, monumento che ricorda la cacciata degli austriaci da parte dei bolognesi e la libertà riconquistata.
A inizio anni venti realizza su commissione privata il Genio della Bonifica, di cui una copia sarà collocata nella Piazza del Quadrato di Latina nel 1938, di fronte all'ex edificio dell'Opera Nazionale Combattenti ora occupato dal Museo della Terra Pontina, per celebrare la bonifica dell'Agro Pontino. Una ulteriore copia è presente a Bologna, all'ingresso di palazzo Conoscenti, già sede dello studio dell'artista.

## Stile
Acquisito dal maestro Salvino Salvini il valore di monumentalità, ha fatto in modo di applicarvi uno stile che spazia dal realismo all'art nouveau, con particolari attenzione per i dettagli, sempre presenti in quantità e ben accentuati.

## Opere
Opere nella Certosa di Bologna
- Ritratto di Oreste Calari, sindaco di Granarolo, 1941[4]
- monumento Alvisi
- monumento Barbieri
- monumento Barilli
- monumento Baroni
- monumento Battilani
- monumento Calvi
- monumento Cattani
- monumento Ferrari, 1928
- monumento Gardi
- monumento Gargano d'Amico
- monumento Ghelli
- monumento Gioannetti
- monumento Giordani
- monumento Magnani
- monumento Melloni
- monumento Pizzoli
- monumento Pizzirani
- monumento Rizzoli
- monumento Trentini
- monumento Venturi
- monumento Venturini
- monumento Zabban Ravenna
- monumento Zanetti Cassinelli

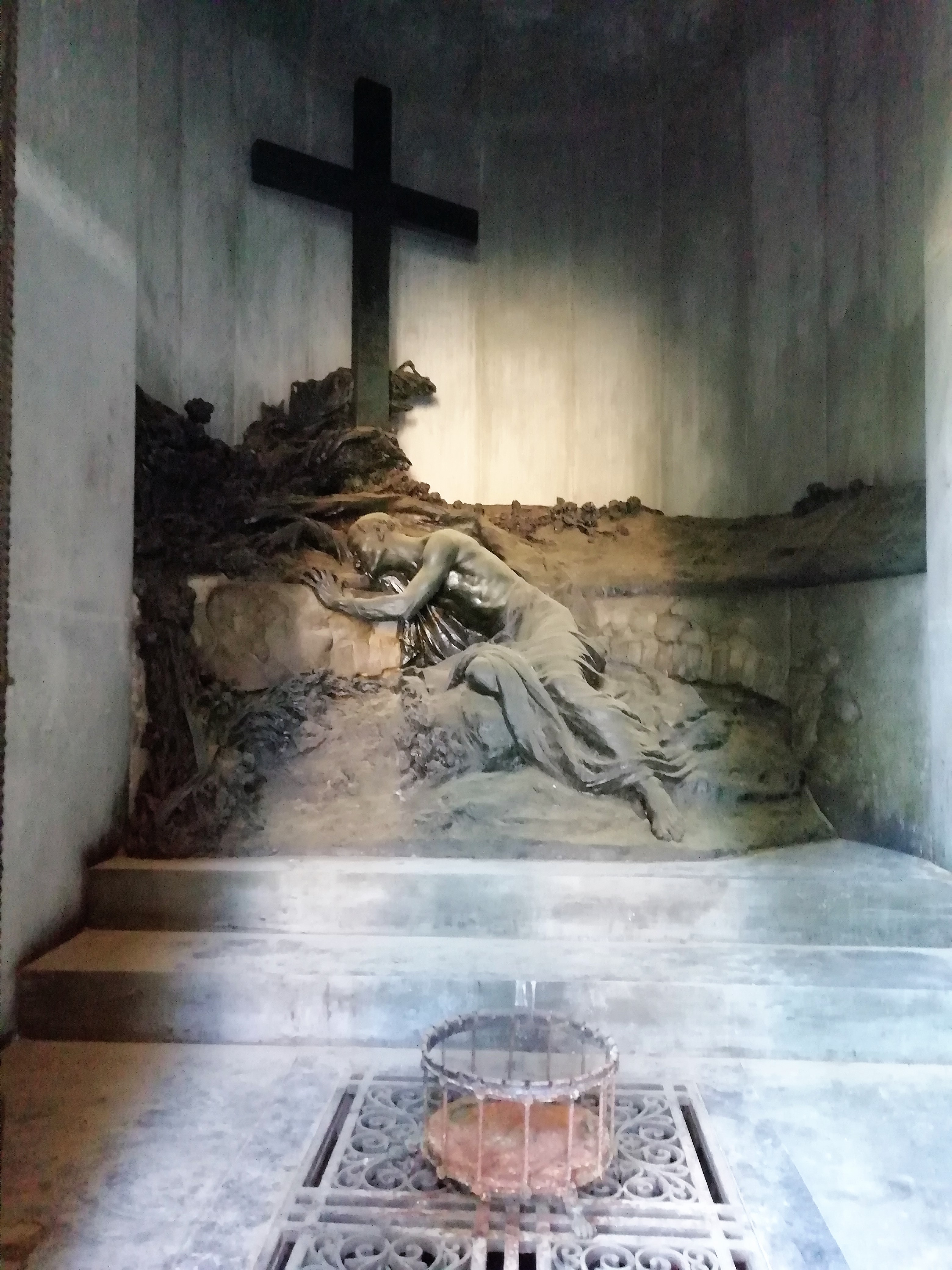
Cella Melloni
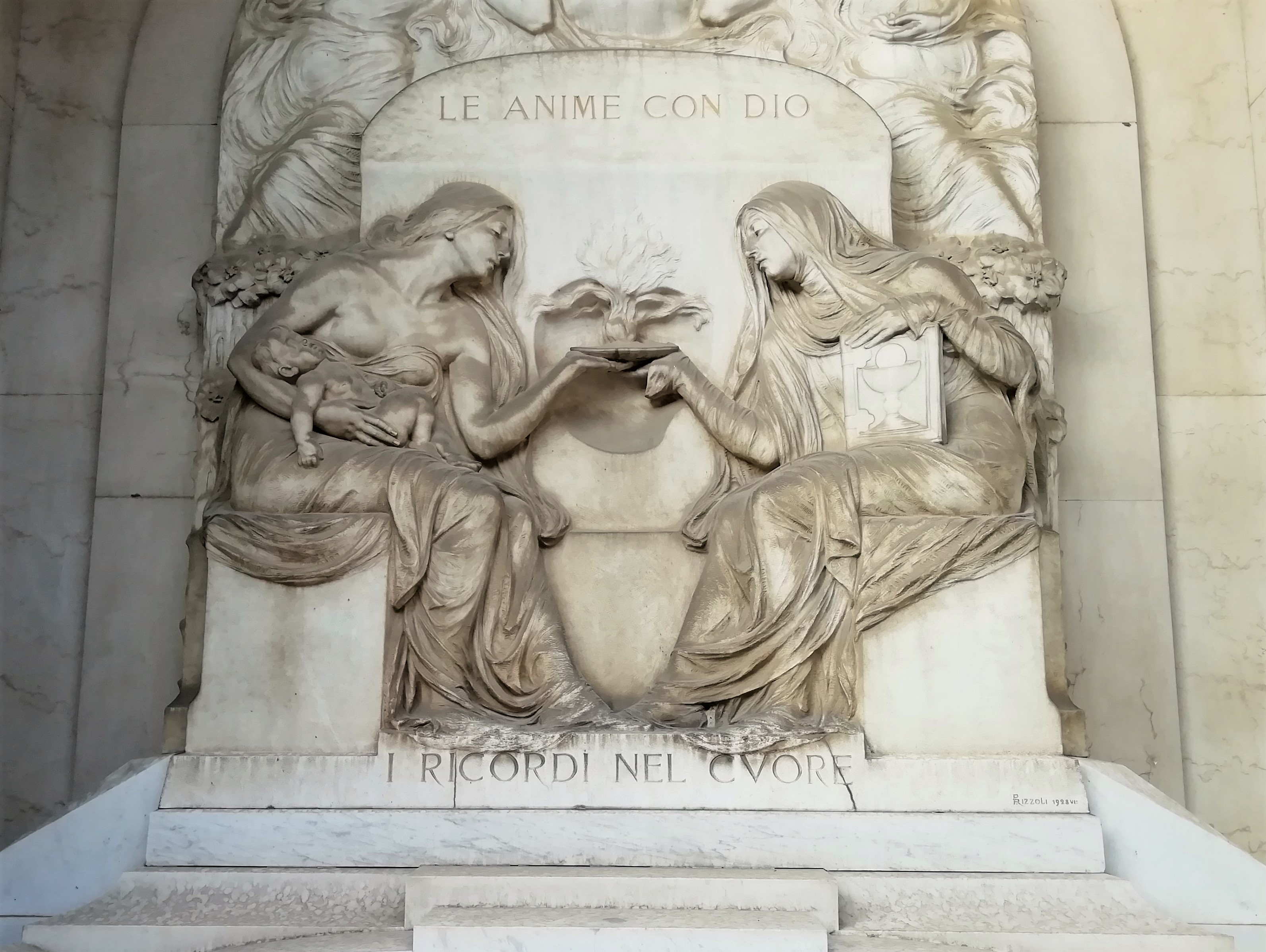
Stele Ferrari
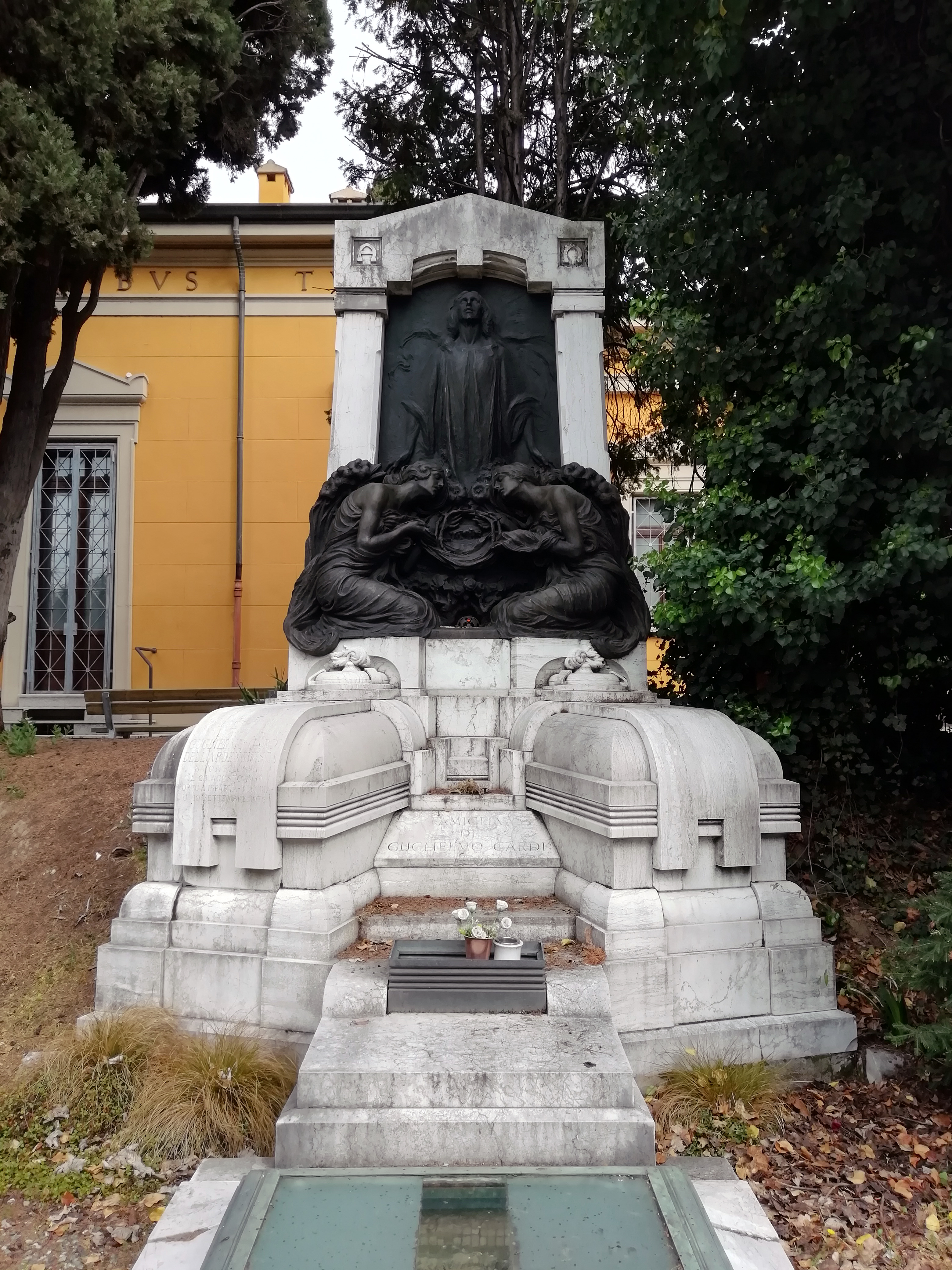
Monumento Gardi
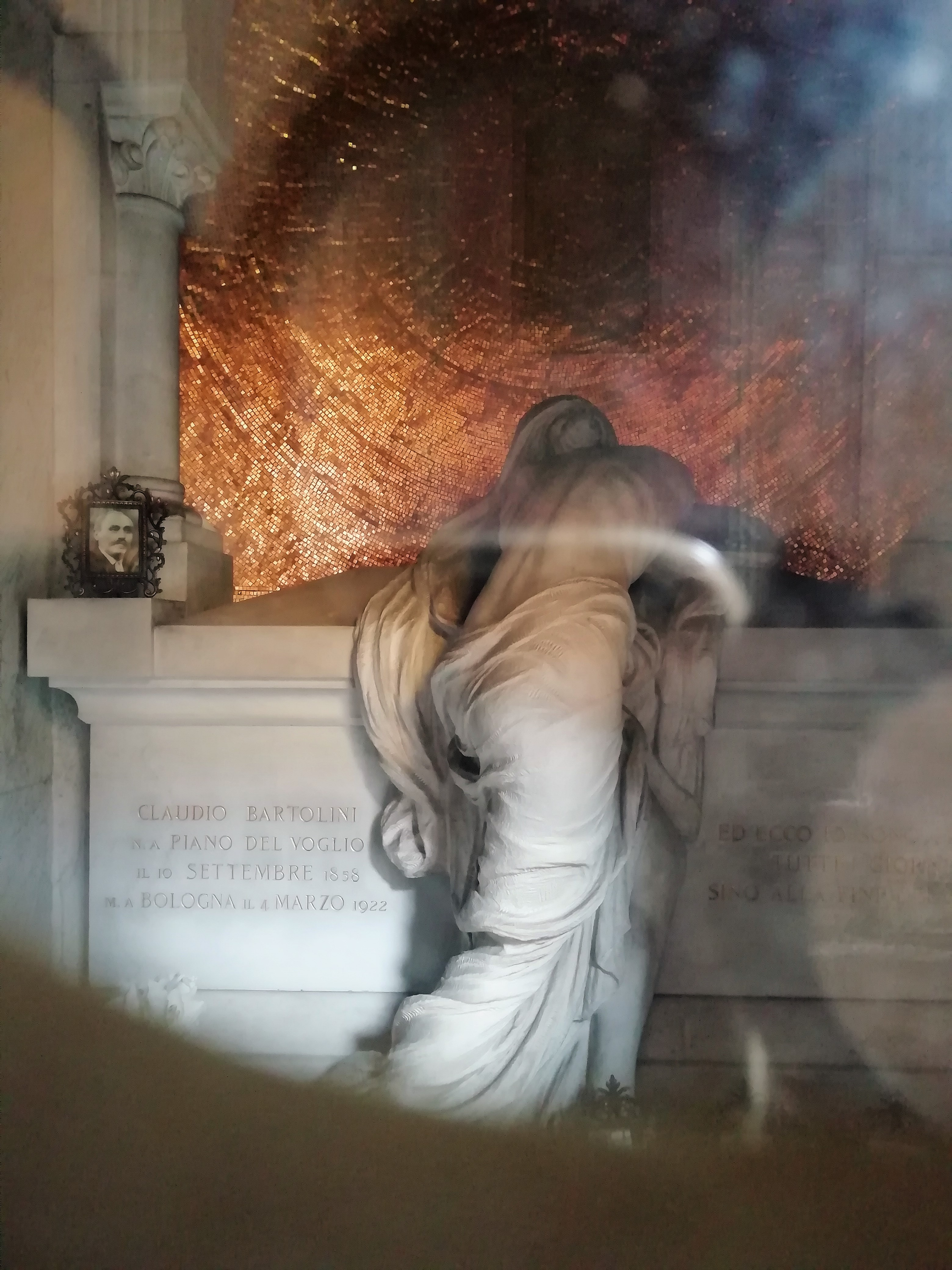
Cella Bartolini
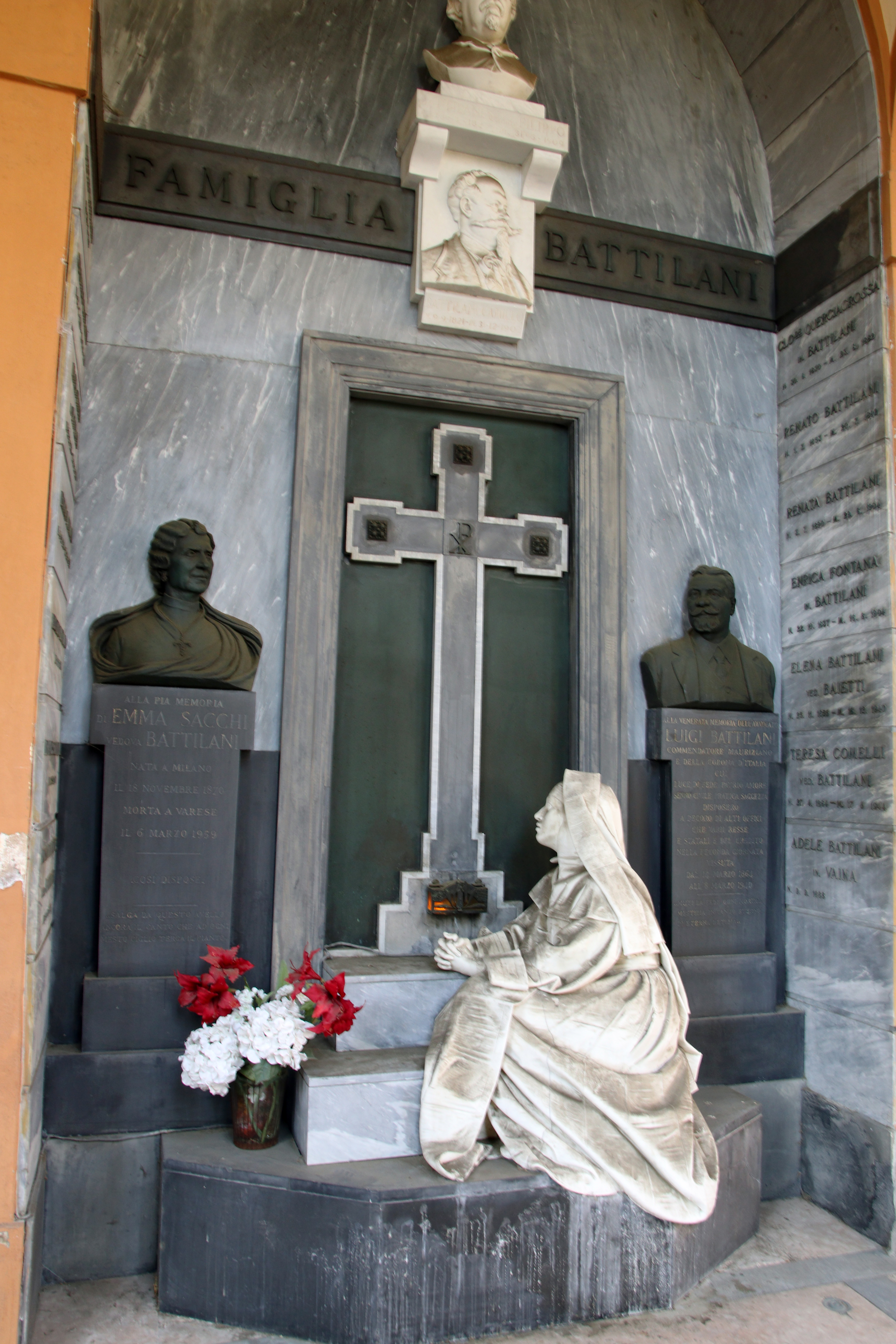
Monumento Battilani
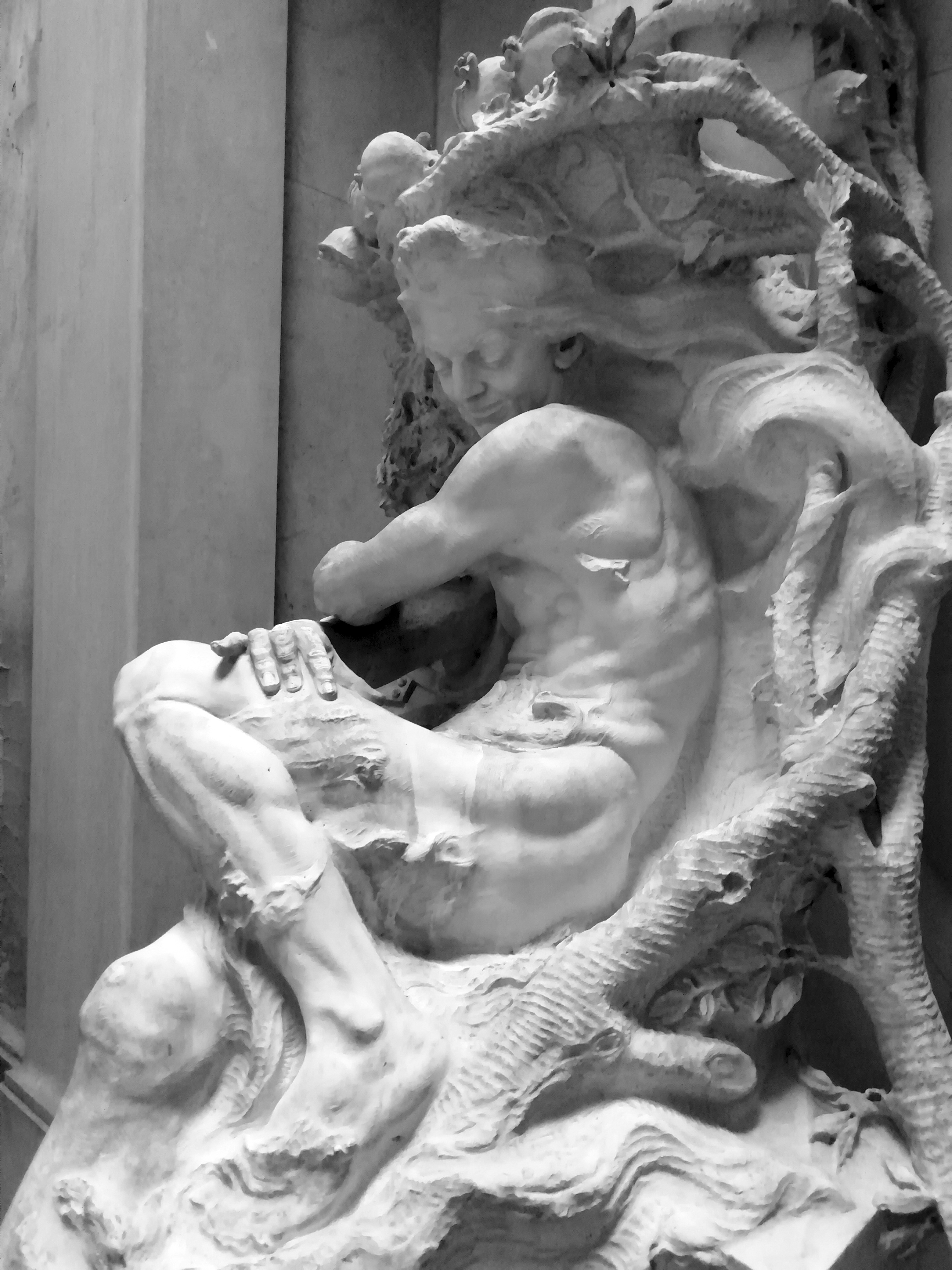
Cella Pizzoli
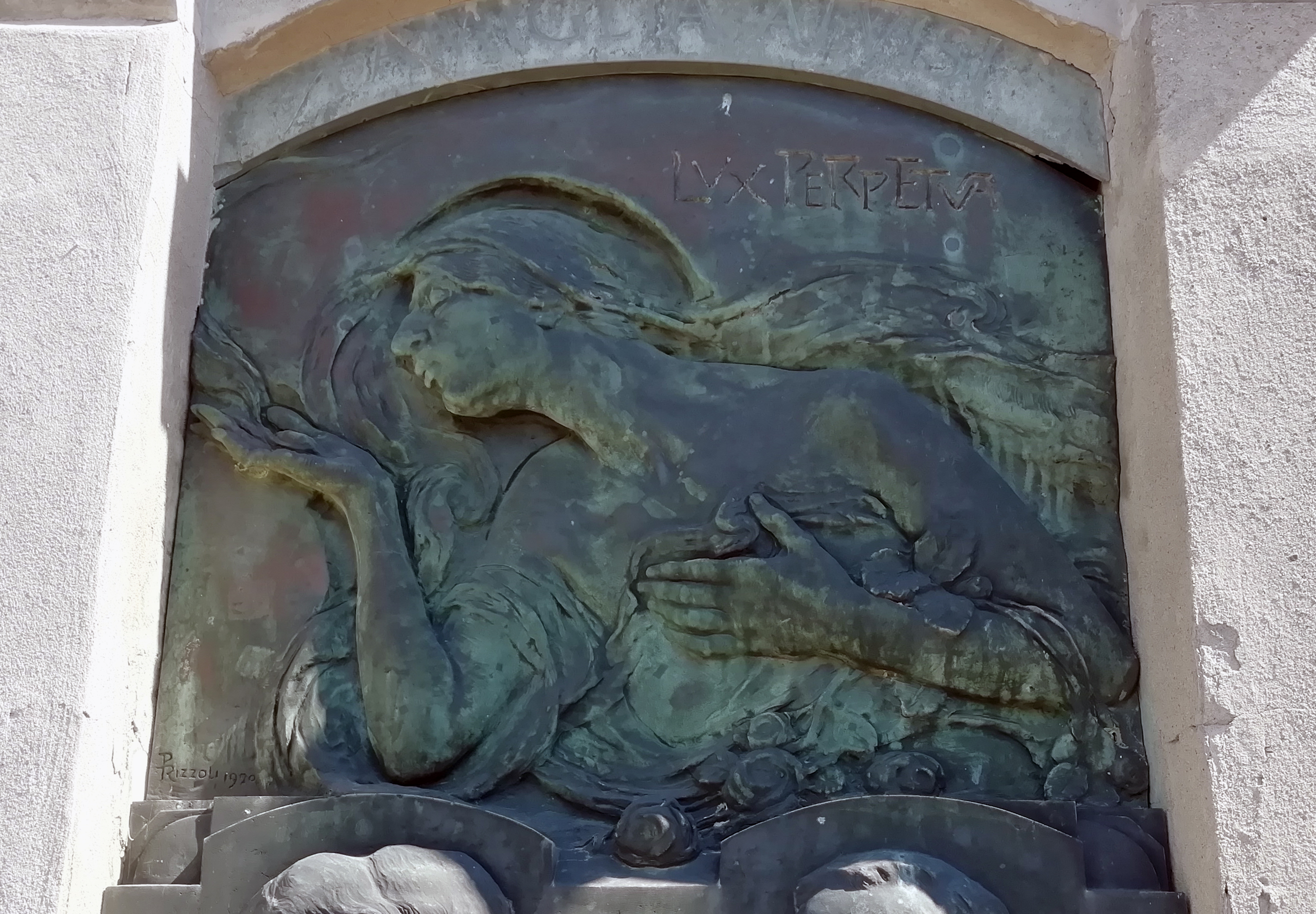
Stele Alvisi
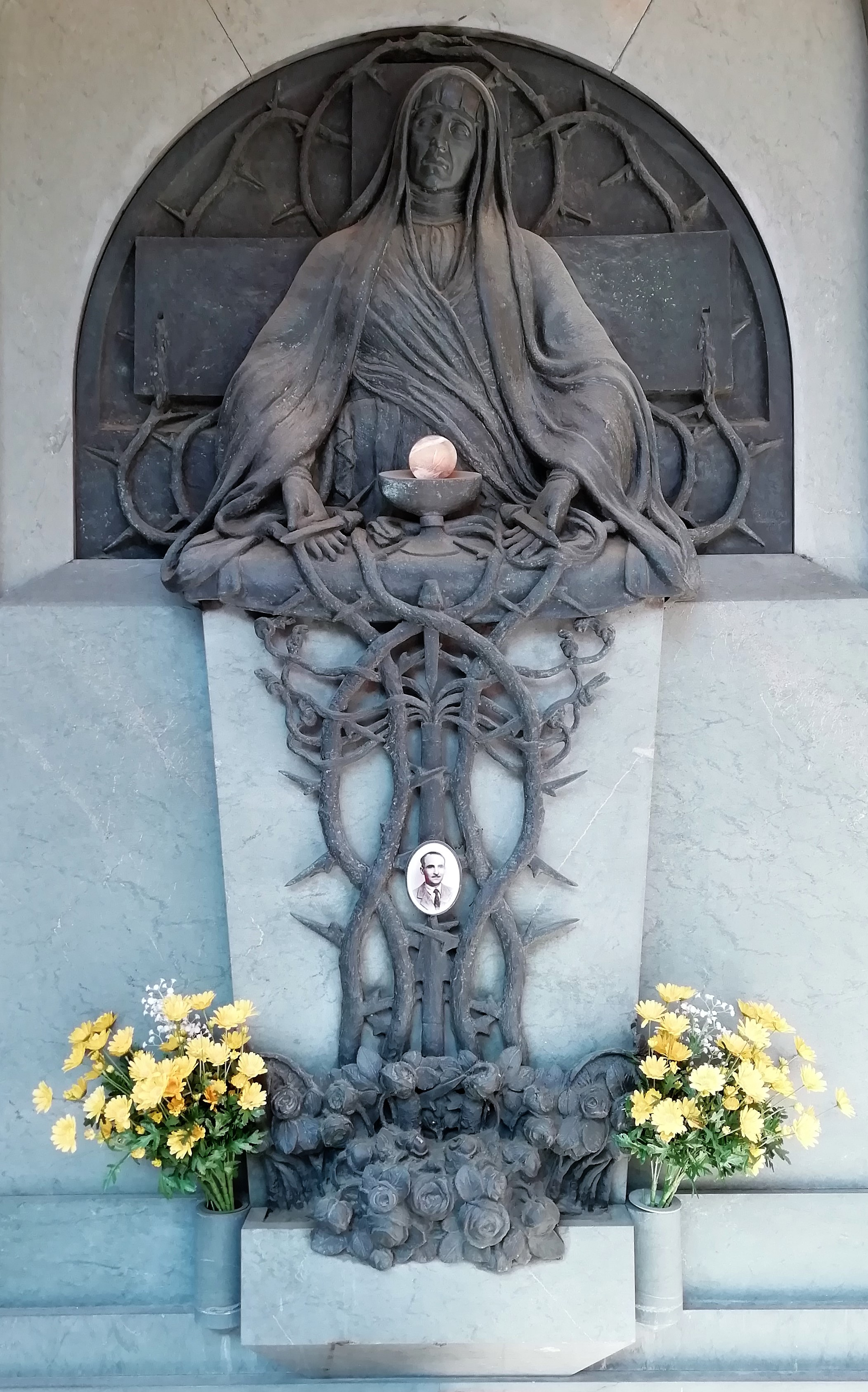
Tomba Pizzirani

Altre opere
- Busto di marmo di Giuseppe Gallotti, Piratello di Imola, 1921[4]
- ritratto di Umberto Brunelli, Castel Bolognese[4]
- bassorilievo in bronzo con ritratto per Tancredi Mosti, Ferrara, 1921[4]
- altorilievo dell'allegoria dell'Industria, monumento funebre della famiglia Bevilacqua, Cimitero di Minerbio, 1932[4]
- Monumento ai caduti del VIII Agosto 1848, Bologna, 1903

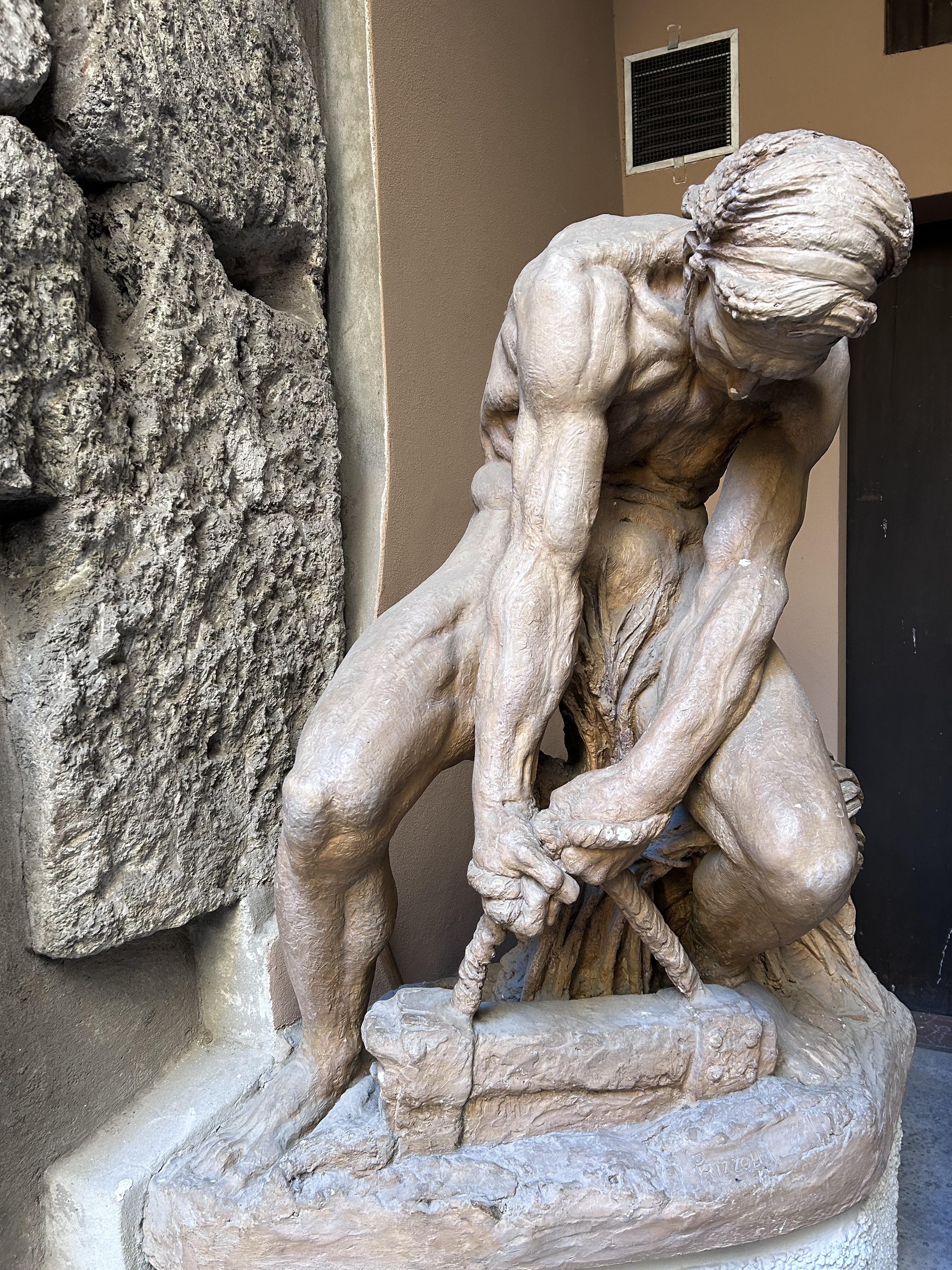
modello del Genio della Bonifica a palazzo Conoscenti
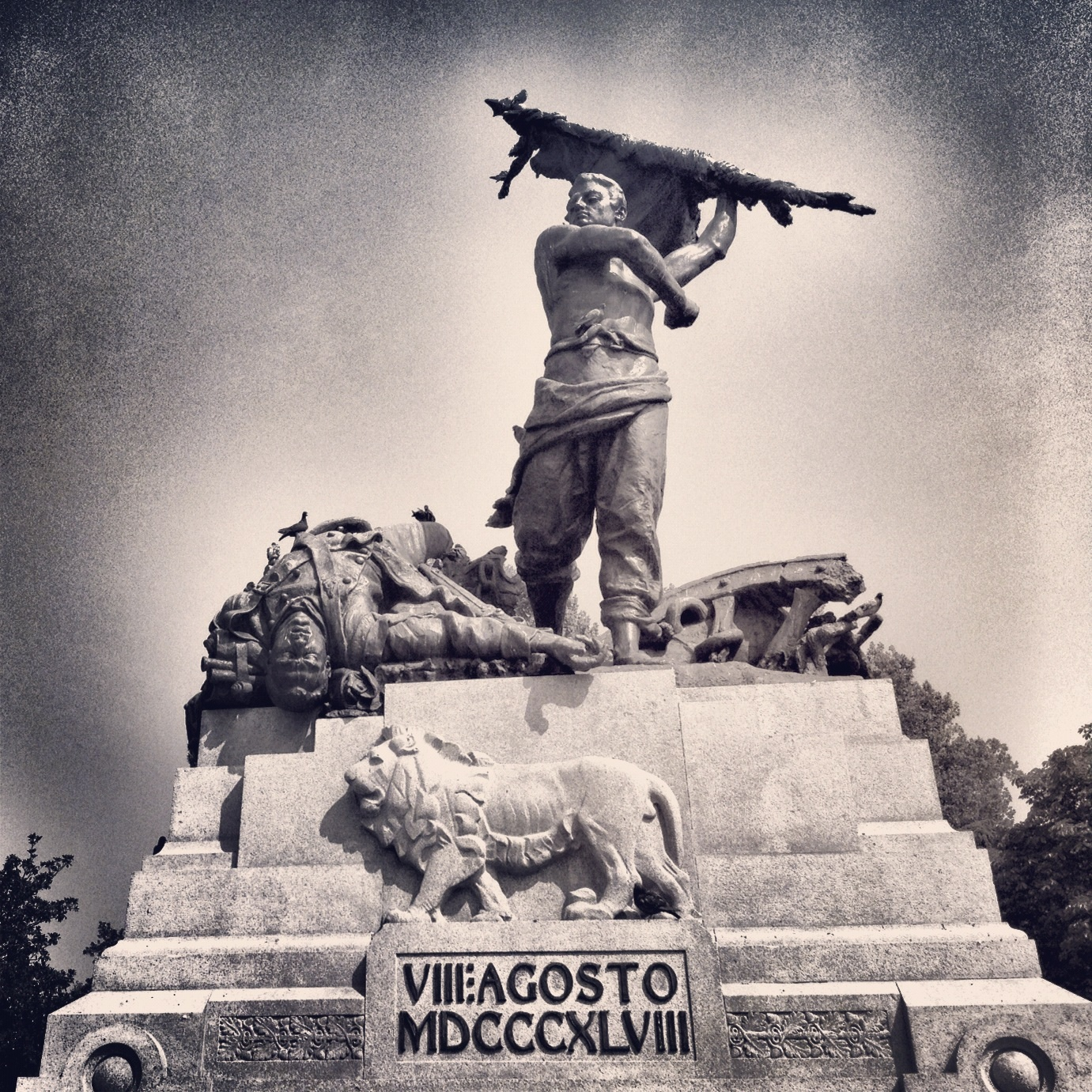
Monumento ai caduti del VIII Agosto 1848